# Svatý rok 1500
Jubilejní Svatý rok 1500 (7. řádné univerzální jubileum) byl vyhlášen osm let po objevení Ameriky Kryštofem Kolumbem, a slavil jej v Římě papež Alexandr VI. Jednalo se o další ze série jubileí Svatých roků, která byla započata v roce 1300. Papež Alexandr VI. upřesnil všechny dosavadní zvyklosti při slavení svatých roků, ale dodat tomuto jubileu trvalou slavnostní vnější formu, která se udržela téměř beze změny až do 21. století. Svěřil svým ceremonářům vypracování nového obřadu otevření Svatých bran ve všech čtyřech hlavních bazilikách, který předčil svou nádherou dosavadní jednoduchý obřad v Lateránské bazilice, jehož podrobnosti, vyjma suché zprávy, se nezachovaly. Avšak mnoho století trvající mínění, že obřad odezdění a konečné zazdění „svaté brány“ v každé ze čtyř velkých bazilik, které poutníci musí navštívit, patří také k tradici, kterou zavedl Alexandr VI. při jubileu roku 1500, se později ukázalo jako mylné. Celkový počet účastníků jubilejních akcí v roce 1500 byl podle Johanna Burcharda odhadován na 200 000 lidí.

## Vyhlášení

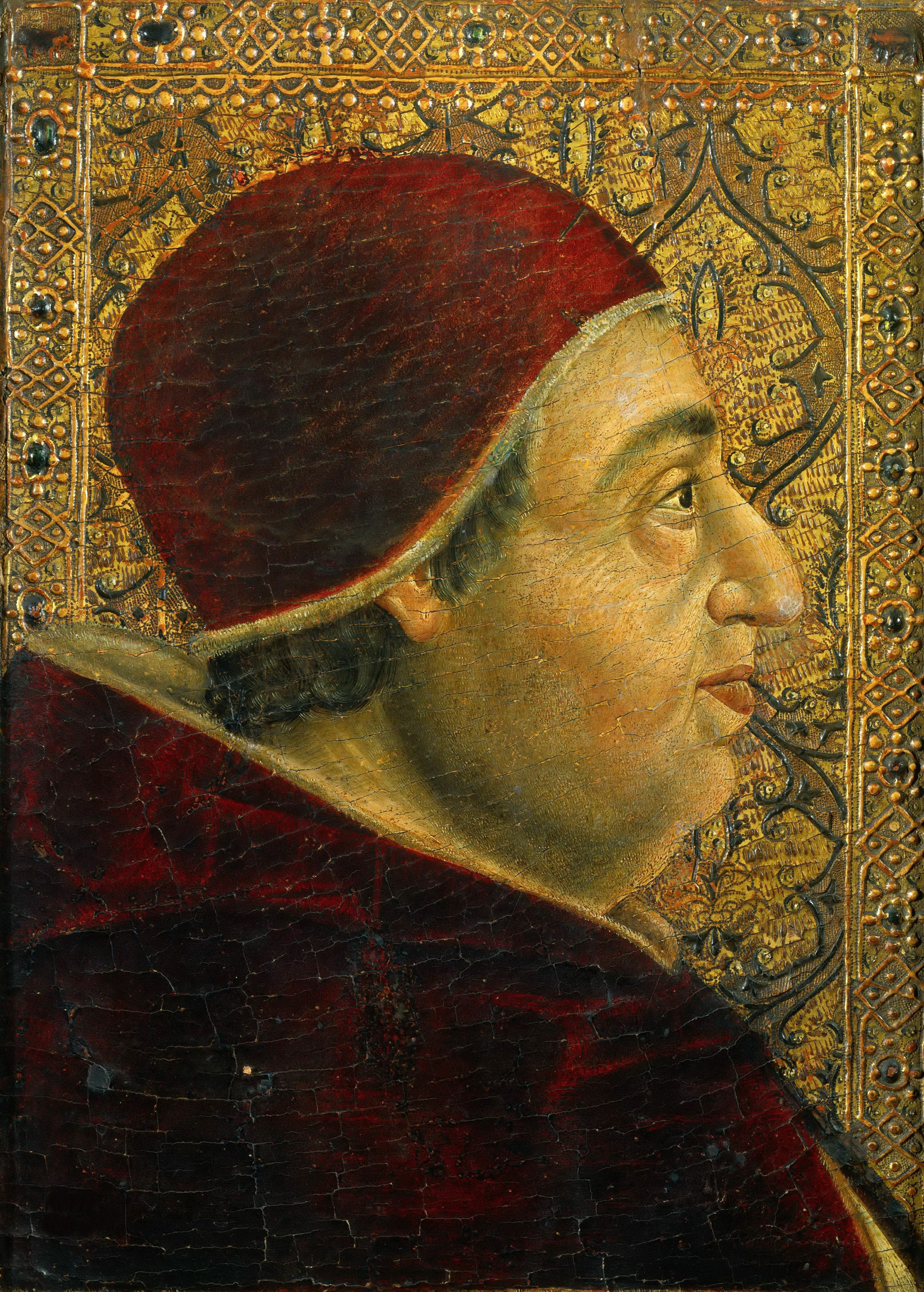
Papež Alexandr VI., za jehož pontifikátu proběhl Svatý rok 1500

Od roku 1450 se podle rozhodnutí papeže Pavla II. měl slavit Svatý rok každých 25 let. Nejbližší termín tedy po Svatém roce 1475, který nebyl příliš úspěšný co do počtu poutníků, byl rok 1500. Alexandr VI. začal s přípravami již v roce 1498, poté, co uzavřel tradický případ florentského apokalyptického kazatele Girolama Savonaroly. Papež pro Svatý rok nechal upravit cesty, římské ulice a mosty.
K tomuto Svatému roku byla vydána 12. dubna 1498 bula Consueverunt Romani Pontifices. Tato bula odvolávala pro rok 1500 platnost všech jiných odpustků daných buď osobě, nebo místům kdekoliv na světě, aby se dodalo důležitosti odpustkům jubilejním. Tento Svatý rok měl být rokem „remissionis et gaudii“, tedy rokem „odpuštění a radosti“, neboť měl přinést rozhřešení všech, i těch nejtěžších zločinů, jejichž odpuštění bylo vyhrazeno papeži, a měla se tak poskytnout možnost získat odpustky všem kajícníkům, kteří se z nich vyzpovídají. V souvislosti se Svatým rokem 1500 se poprvé hovoří o pravomoci zpovědníků, kteří mohou dát rozhřešení i v případech, jež byly dosud vyhrazeny apoštolské penitenciárii a týkaly se mj. též manželského práva.
Věřící byli současně vyzváni, stejně tak jako v minulosti, aby připravili svá srdce změnou svého chování, aby se zdrželi zlých skutků a zadostiučinili za ně lítostí, duchem pokory, almužnami a poutí k hrobům apoštolů Petra a Pavla. Mimoto zavedl Alexandr VI. i nový prvek. Dal vystavit text buly na vrata lateránské baziliky a baziliky sv. Petra, a přikázal biskupům, jakmile se jim dostane její znění, aby vyhlásili její obsah věřícím o nedělích a svátcích, nebo tam, kde se shromáždí velký zástup lidu.
Text buly byl schválen v konsistoři kardinály a slavnostně vyhlášen za přítomnosti papeže z balkónu svatopetrské baziliky na Zelený čtvrtek papežským podjáhnem monsignorem Gamberim. Dočasné odvolání všech odpustků však vzbudilo zvláště v německých zemích protesty. Benátská republika se nátlakem na papeže snažila získat vynětí z tohoto rozhodnutí.
Druhá bula Inter curas multiplices s datem 20. prosince 1499 byla slavnostně vyhlášena za hlaholu trub na náměstí sv. Petra na ozdobené kazatelně dvěma biskupy a to tak, že jeden ji vyhlásil latinsky a druhý italsky. Touto bulou byly dány různé výsady zpovědníkům, kteří zpovídali ve svatopetrské bazilice, kteří mohli rozhřešovat kajícníky od případů vyhrazených papeži, udána doba zahájení, obřady, podmínky k získání odpustků, mimo jiné bylo upřesněno, že v bazilikách apoštolů měly být navštíveny oltáře, pod nimiž se nacházely hroby, a v Lateránské bazilice hlavní oltář, kde jsou uloženy jejich hlavy, a vyzváno duchovenstvo, aby se obřadů zúčastnilo.
Do doby Alexandra VI. existovala jediná Svatá brána, která se odezdívala pouze na Svatý rok. Papež si však přál, aby Svaté brány byly zřízeny ve všech čtyřech jubilejních bazilikách. Tvrdilo se, že kdesi u sv. Petra má být zlatá jubilejní brána pečlivě zazděná, ale když po ní nebylo stopy, dal Alexandr VI. rozšířit a ozdobit malou branku i za cenu zničení jedné kaple a mozaikové výzdoby a učinit z ní Svatou bránu. Tehdy ovšem stála ještě stará původní bazilika sv. Petra z dob Konstantina Velikého.

## Průběh

### Svatá brána ve všech bazilikách

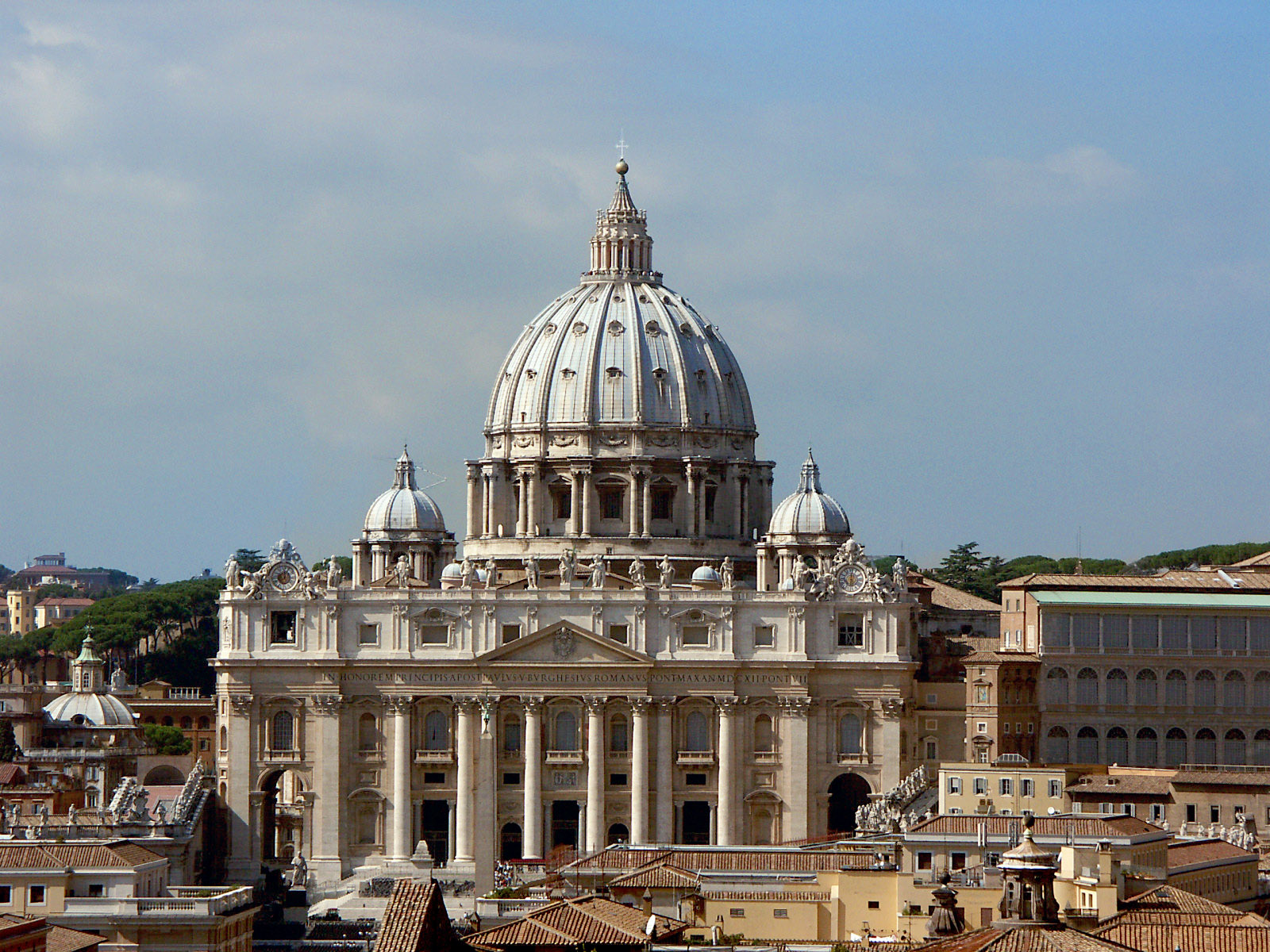
Svatopetrská bazilika ve Vatikánu

Při bazilice sv. Petra tradičně sídlili benediktinští mniši, kteří namítali, že v bazilice nikdy Svatá brána nebyla. Nakonec došlo ke kompromisu a narychlo se upravila a ozdobila malá postranní branka vedoucí do baziliky, která však byla dlouhá léta zazděna kvůli vlhkosti a průvanu. Za tímto účelem nechal papež Alexandr vytvořit nový otvor v portiku svatopetrské baziliky a objednal mramorové dveře, které byly vysoké 3,5 metru a široké 2,2 metru. Vydržely až do roku 1618, kdy byly v nové bazilice instalovány další dveře. Ty byly zase v roce 1950 nahrazeny bronzovými dveřmi, které se stále používají. V bazilice Panny Marie Větší byl určen pro Svatou bránu jeden z běžných vchodů v průčelí.
Obřad otevření Svatých bran pečlivě připravil sám Alexandr VI. se svým vrchním ceremoniářem Johannem Burchardem, který byl původem z Německa. Použilo se za základ staršího obřadu, ale zdůraznil se v něm biblický symbolický význam brány. Komu by nepřišla na mysl brána ráje, kterou byl první člověk vyhnán a k níž Hospodin postavil anděla s plamenným mečem, nebo Eliáš setkávající se s Hospodinem u brány své jeskyně, nebo Mojžíš naslouchající příkazům Hospodinovým u brány stánku, v němž byla uložena archa úmluvy, nebo Jeremiášovo kárání hříchy obtížených poutníků vstupujících do Jeruzaléma branami, nebo pohan, syrský vojevůdce Náman, který byl u prahu doma Elizeova poučen, jak nabýt zdraví.

### Symbolika
Hmotný podklad myšlenky na zřízení Svatých bran však dal bezprostředně příkaz Hospodinův tlumočený prorokem Ezechielem těmito slovy: „Toto praví Panovník Hospodin: ,Brána vnitřního nádvoří, obrácená k východu, zůstane zavřená po šest pracovních dní, ale v den odpočinku a v den novoluní bude otevřená. Kníže vstoupí zvenčí dvoranou brány a postaví se u veřejí brány. Kněží připraví jeho zápalnou oběť a jeho oběti pokojné a on se bude klanět na prahu brány. Pak z ní vyjde a brána se nezavře až do večera. Také lid země se bude u vchodu do té brány klanět před Hospodinem ve dnech odpočinku a o novoluníchʻ.“ Evangelium sv. Jana pak prohlubuje symboliku brány slovy samého Krista: „Já jsem dveře. Kdo vejde skrze mne, bude zachráněn, bude vcházet i vycházet a nalezne pastvu.“ Svaté brány se tedy stávají symbolem Krista, podobně jako velikonoční svíce připomíná, že Kristus je světlem světa. Tak jako skrze Krista se získává spása, tak Svatá brána otevírá poutníkům cestu k odpuštění a spáse.

### Otevření
Otevření Svaté brány papežem Alexandrem VI. večer 24. prosince 1499 je zřejmě nejpamátnějším okamžikem jubilejního roku 1500. Papež byl až do předsíně baziliky svatého Petra přenášen v průvodu v sedia gestatoria. Cesta byla zdobena slavnostními oblouky s nápisy slavícími papeže. V levé ruce držel pozlacenou hořící svíci, pravou žehnal zástupům poutníků. Za ním šli rovněž s hořícími svícemi kardinálové, biskupové a duchovenstvo. Před zahájením obřadu odeslal Alexandr VI. tři určené kardinály do ostatních tří bazilik, aby i oni tam otevřeli Svaté brány. V atriu pak sbor zazpíval antifonu z Žalmu 118 a papež se stříbrným v ruce se přiblížil k dosud zazděné bráně a třikrát zaklepal na dveře, dělníci ji zevnitř vybourali a všichni pak překročili práh, aby vstoupili do období pokání a smíření. Symbolicky se tím opět připomínají slova knihy Zjevení sv. Jana: „...Toto prohlašuje ten Svatý a Pravý, který má klíč Davidův; když on otvírá, nikdo nezavře, a když on zavírá, nikdo neotevře...“ A je to zřejmá narážka na klíče království nebeského přislíbené Ježíšem Petrovi a na moc odpouštět hříchy danou apoštolům a jejich nástupcům. Papež Alexandr tak formalizoval obřad a zahájil dlouholetou tradici, která je praxí až do 21. století. Podobné obřady se konaly i v dalších třech bazilikách.

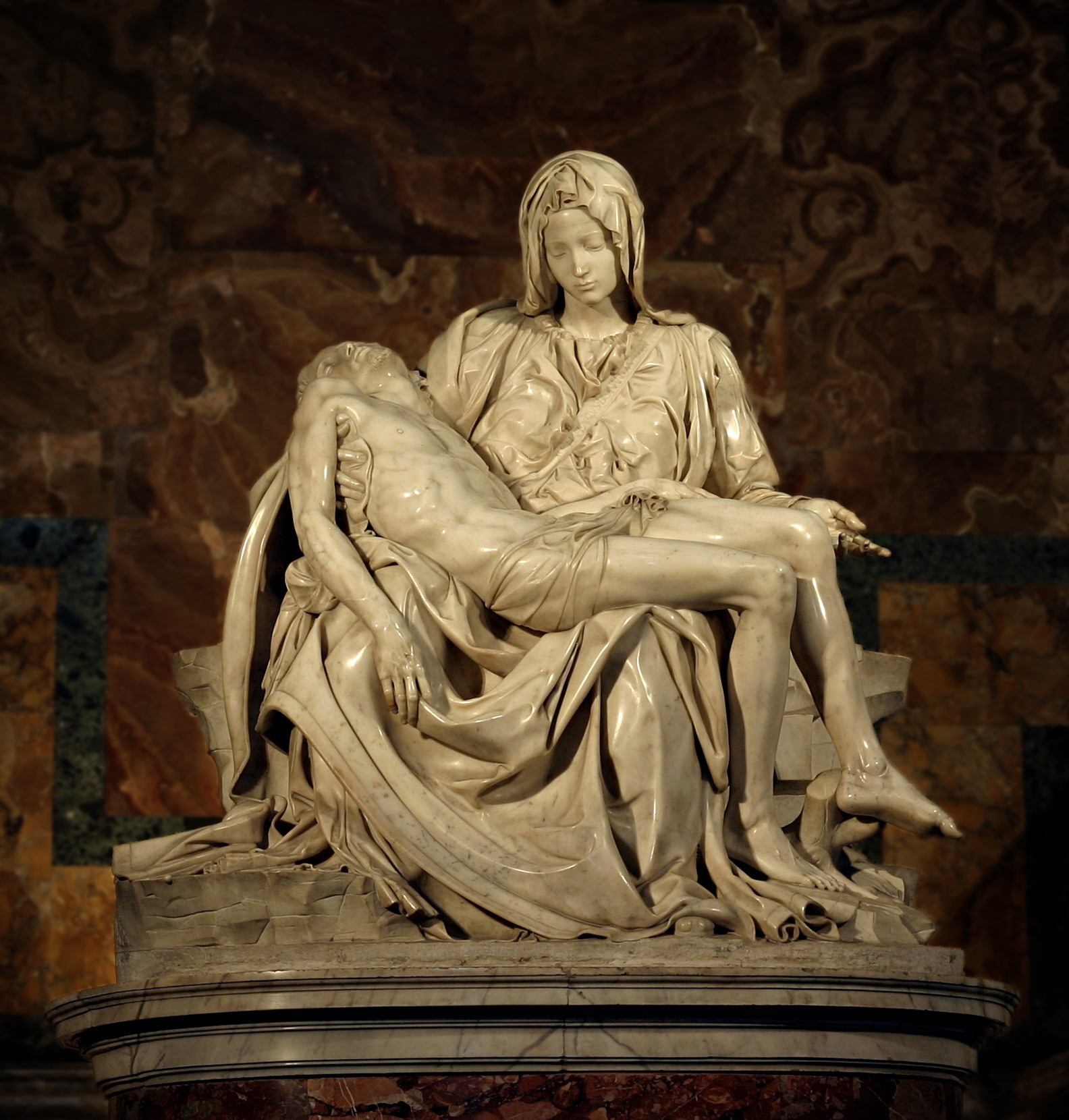
Michelangelova Pieta

Otevření brány trvalo asi půl hodiny. Zdivo už bylo předem připraveno k odstranění, a jakmile se brána otevřelal, ozvalo se nedalekého Andělského hradu slavnostní dušení děl a papež vešel se svící Svatou bránou do baziliky, kde se zpívalo slavnostní Te Deum a vykonaly večerní nešpory vánoční. Otevřenou Svatou branou hned za papežem byla do baziliky vnesena Michelangelova socha Panny Marie Bolestné – Pieta, která byla dosud uchovávána jinde. Od roku 1500 je Michelangelova Pieta v první kapli svatopetrské baziliky, nejdříve staré Konstantinovy a pak nové, až do současnosti. Michelangelo ji zhotovil na přání francouzského kardinála Jeana Bilhères de Lagraulas v letech 1498–1499. Bylo mu v té době pouhých 24 let.
13. dubna 1500 si pak Alexandr VI. vykonal soukromou pobožnost jako ostatní poutníci ve třech ostatních bazilikách, aby získal jubilejní odpustky. Na Boží hod velikonoční sloužil ve svatopetrské bazilice pro poutníky slavnou mši svatou, jíž se podle papežského ceremoniáře Burkarda zúčastnilo na 100 tisíc poutníků. Číslo je ovšem značně zvětšené, ale chce se tím ukázat na množství, jež v ten den bylo v Římě. Připutovalo velké množství poutníků ze severu. Sigismondo de’ Conti napsal: „Celý svět byl v Římě“, ale vyskytli se i poutníci z Habeše. Z Německa také přišlo mnoho poutníků, mezi nimiž řeholníci a řeholnice, kteří často odešli bez dovolení představených, aby získali jubilejní odpustky. Jen ve špitálu sv. Ducha se vystřídalo během Svatého roku 1500 na 500 poutníků z Uher a z Neapole přišli poutníci s velmi uctívanou Madonou z kostela S. Maria del Carmine a cestou se jako projev pokání bičovali až do krve. V Římě je přijal papež s kardinály.

### Významní poutníci

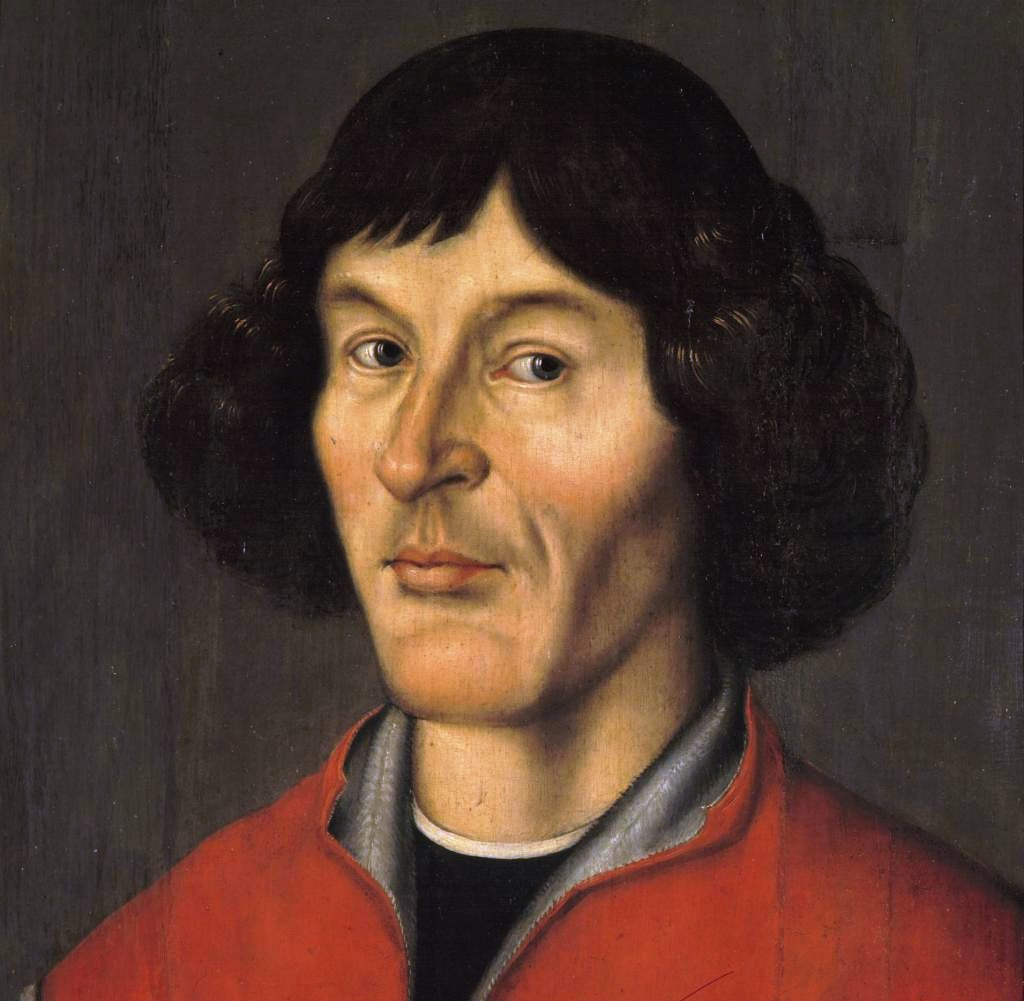
Mikuláš Koperník, poutník ve Svatém roce 1500

Mezi neidentifikovatelnou masou poutníků občas vyskytly i známé osobnosti. Například Mikuláš Koperník si vykonal pouť kolem Velikonoc. Ten se zdržel v Římě ještě rok a přednášel soukromě matematiku. Pouť si vykonal i Michelangelo Buonarroti a budoucí papež Pavel III., tehdy Alessandro Farnese, a 1. listopadu stál vedle papežského trůnu při bohoslužbách devadesátiletý dalmatský vévoda, jeden z nejstarších poutníků onoho roku. Francouzský král Ludvík XII. poslal do Říma místo sebe dva vyslance.
Přesto však do Říma nepřišlo tolik poutníků, kolik papež očekával. Někteří byli znechuceni vlivem, který měli na povolného papeže jeho synové a příbuzní. Ani situace nebyla tak bezpečná jako při Svatých letech 1423 a 1450. Alexandr VI. pohrozil klatbou[nepřesný odkaz] správcům měst papežského státu, nezajistí-li poutníkům bezpečnost na cestách, a tři papežské lodi neustále křižovaly pobřežní vody mezi Trerracinou a Monte Argentario, aby chránily poutník plavící se do Říma po moři před piráty, kteří na ně číhali nedaleko přístavů.

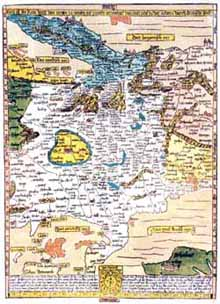
Romwegkarte, první vydání, vytvořené pro Svatý rok 1500, které měli používat poutníci ze střední Evropy putující do Říma. Přibližné měřítko originálu je 1:5600000, 41 x 29 cm. Orientace je na jih: Řím je při horním okraji, Norimberk uprostřed mapy. Jedná se o vůbec první tištěnou evropskou silniční mapu. Tečkované čáry hlavních silnic umožňují zjistit vzdálenosti: vzdálenost od jedné tečky k další je 1 německá míle (= 7400 m).

### Stíny
Papežův syn a váleční Césare Borgia se vyznamenal během karnevalu, ačkoliv karnevalové oslavy bývaly v Římě během Svatého roku zakázány. Césare se na koni ve zvláštní ohradě, postavené na Piazza Navona, potýkal s divokými býky, kteří mimochodem zdobili také orb rodu Borgia. A protože pro svá válečná dobrodružství v dobývání Romagne pro sebe potřeboval peníze, Alexandr VI. mu bez výčitek poskytl sumy vybrané od poutníků během Svatého roku, zatímco až dosud celá suma byla jeho předchůdci darována na udržování a opravu jubilejních bazilik. Morová nákaza nebyla tak prudká jako v roce 1450, ale zato se tento Milostivý rok proslavila řeka Tibera. Byly v ní totiž ukrývány oběti z vražd, takže, jak psal benátskému dóžeti jeho vyslanec do Říma, denně vylovili z Tibery tři až čtyři mrtvoly zavražděných, mezi nimiž nechyběli ani biskupové a preláti.
Počátkem listopadu během průtrže mračen se zřítil strop v místnosti, kde právě dlel papež s dvěma kardinály. Kardinálové se včas skryli v okenních výklencích, ale papeže našli pod troskami v bezvědomí, jen málo poraněného na hlavě a na ruce. Následkem dešťů se pak rozvodnila Tibera a zaplavila město a mnoho kostelů. Vatikán byl od města odříznut dva dny, ale Římané se utěšovali, že povodeň nebyla tak strašlivá jako před pěti lety.
V prosinci prodloužil Alexandr VI. Svatý rok až do svátku Zjevení Páně 6. ledna 1501. Pak jej rozříšil nejprve na Itálii a pak na celý svět. Bylo to z toho důvodu, že pro nebezpečí hrozící všude na cestách mnoho křesťanů nemělo odvahu putovat do Říma. Doma pak získali odpustky za obdobných podmínek jako za časů Bonifáce IX. Obnov, který by byli utratili cestou do Říma, však měli odevzdat papežským výběrčím. Tentokrát získané prostředky nebyly užity jen na zbožné účely: Benátská republika získala, co se tam vybralo, na válku s Turky, v Polsku dal papež vše na obranu proti pohanům a v Itálii si prostě vybíral peníze Césare Borgia na svá vojska. Proto se papežští legáti při vybírání ve Švýcarsku a v Německu setkali s odporem. Byla to situace v Evropě pouhých sedmnáct let před vystoupením Martina Luthera a následnou protestantskou reformací.

## Uzavření a zapečetění Svatého roku
Alexandr VI. zavedl také zvláštní obřad zavírání svatých dveří. Na svátek Zjevení Páně roku 1501 začali dva kardinálové pečetit svaté dveře dvěma cihlami, jednou stříbrnou a druhou zlatou. Sanpietrini (svatopetrští bazilikální dělníci) pečetění dokončili a dovnitř zdi umístili speciálně ražené mince a medaile.